# Martim
Martim es una freguesia portuguesa del municipio de Barcelos, con 4,84 km² de superficie y 2411 habitantes (2001). Densidad de población: 498,1 hab/km².